# مولاي عبد الجليل (مساسة)
مولاي عبد الجليل هو دُوَّار يقع بجماعة مساسة، إقليم تاونات، جهة فاس مكناس في المملكة المغربية. ينتمي الدوّار لمشيخة مساسة التي تضم 10 دواوير. يقدر عدد سكانه بـ 177 نسمة حسب الإحصاء الرسمي للسكان والسكنى لسنة 2004.

## روابط خارجية
- البوابة الوطنية للجماعات الترابية
- المندوبية السامية للتخطيط